# Sant Esteve de la Guàrdia d'Ares
Sant Esteve de la Guàrdia d'Ares és una església del municipi de les Valls d'Aguilar protegida com a bé cultural d'interès local.

## Descripció
Edifici religiós d'una nau amb absis rodó. Nau coberta amb volta de canó, un arc toral, arc preabsidial apuntat. Construcció transformada per afegiments. Dues finestres de doble esqueixada a l'absis.